# Freopsis leucostictica
Freopsis leucostictica là một loài bọ cánh cứng trong họ Cerambycidae.